# Трећа лига Црне Горе у фудбалу 2021/22 — Југ
Трећа лига Црне Горе у фудбалу 2021/22 — Југ било је шеснаесто такмичење у оквиру Треће лиге организовано од стране фудбалског савеза Црне Горе од оснивања 2006. и треће такмичење организовано након реорганизације Јужне регије у Удружење клубова Југ. То је једна од три регије трећег степена такмичења у Црној Гори у сезони 2021/22, поред регија Сјевер и Центар.
Првак регије Југ за сезону 2020/21. — Цетиње, као другопласирани у баражу против побједника регије Сјевер — Петњице и побједника регије Центар — Младости ДГ, пласирао се у Другу лигу Црне Горе за сезону 2021/22.
У лиги је учествовало осам клубова, играло се трокружним бод системом, свако са сваким кући и на страни по једном, док су се домаћини за трећи круг одређивали на основу позиција на табели. Првак регије, на крају сезоне је играо у баражу са првацима друге двије регије, гдје је свако са сваким играо по једну утакмицу, домаћини су одлучени жријебом, а двије најбоље екипе обезбиједиле су пласман у Другу лигу.
Титулу је освојио Отрант Олимпик, бод испред Будве, након чега је, у баражу за пласман у Другу лигу, завршио на другом мјесту, са једном побједом и пласирао се у Другу лигу.
На утакмици између Будве и Отрант Олимпика на стадиону Лугови у Будви у 20. колу, присуствовало је преко хиљаду гледалаца, чиме је постављен рекорд у Трећој лиги Црне Горе у било којој регији. Неколико дана раније, на свим утакмицама 30. кола Прве лиге Црне Горе, присуствовало је око 1.300 гледалаца.

## Клубови у сезони 2021/22.
| Клуб            | Мјесто      | Стадион                | Капацитет | Позиција у сезони 2020/21. |
| --------------- | ----------- | ---------------------- | --------- | -------------------------- |
| Будва           | Будва       | Стадион Лугови         | 4.000     | 3                          |
| Ловћен          | Цетиње      | Стадион Обилића Пољана | 5.192     | 8                          |
| Обилић          | Херцег Нови | Стадион у Суторини     | 150       | 5                          |
| Орјен           | Херцег Нови | Стадион Опачица        | 600       | 2                          |
| Отрант Олимпик  | Улцињ       | Олимпијски стадион     | 4.000     | 4                          |
| Слога Радовићи  | Тиват       | Стадион Кртоли         | 500       | 7                          |
| Слога Стари Бар | Бар         | Стадион СРЦ Тополица   | 2.500     | 9                          |
| Хајдук          | Бар         | Стадион СРЦ Тополица   | 2.500     | 6                          |

### Резултати

#### Први и други круг
Домаћини су наведени у лијевој колони
|    | Екипа           | 1      | 2     | 3     | 4     | 5     | 6     | 7      | 8     |
| -- | --------------- | ------ | ----- | ----- | ----- | ----- | ----- | ------ | ----- |
| 1. | Будва           | XXX    | 1 : 1 | 4 : 1 | 4 : 0 | 0 : 0 | 4 : 0 | 10 : 0 | 4 : 1 |
| 2. | Ловћен          | 0 : 0  | XXX   | 1 : 5 | 3 : 1 | 1 : 5 | 3 : 2 | 9 : 1  | 1 : 1 |
| 3. | Обилић          | 0 : 1  | 4 : 0 | XXX   | 0 : 1 | 0 : 4 | 3 : 0 | 5 : 0  | 3 : 1 |
| 4. | Орјен           | 0 : 2  | 3 : 1 | 0 : 3 | XXX   | 0 : 1 | 2 : 0 | 0 : 0  | 1 : 2 |
| 5. | Отрант Олимпик  | 0 : 0  | 4 : 0 | 0 : 1 | 1 : 0 | XXX   | 3 : 0 | 3 : 0  | 6 : 0 |
| 6. | Слога Радовићи  | 0 : 4  | 0 : 1 | 0 : 1 | 1 : 3 | 0 : 5 | XXX   | 3 : 1  | 2 : 1 |
| 7. | Слога Стари Бар | 0 : 11 | 0 : 6 | 0 : 7 | 1 : 0 | 0 : 6 | 0 : 1 | XXX    | 1 : 5 |
| 8. | Хајдук          | 1 : 2  | 3 : 1 | 1 : 6 | 0 : 0 | 2 : 1 | 6 : 2 | 3 : 0  | XXX   |

#### Трећи круг
Домаћини су наведени у лијевој колони.
|    | Екипа           | 1      | 2     | 3     | 4     | 5     | 6     | 7      | 8     |
| -- | --------------- | ------ | ----- | ----- | ----- | ----- | ----- | ------ | ----- |
| 1. | Будва           | XXX    |       |       | 3 : 0 | 1 : 2 |       | 3 : 0  | 3 : 0 |
| 2. | Ловћен          | 1 : 4  | XXX   | 5 : 3 | 4 : 2 |       |       |        |       |
| 3. | Обилић          | 0 : 3  |       | XXX   | 2 : 0 |       |       | 8 : 0  | 1 : 0 |
| 4. | Орјен           |        |       |       | XXX   | 0 : 5 | 0 : 3 |        | 2 : 1 |
| 5. | Отрант Олимпик  |        | 5 : 1 | 6 : 0 |       | XXX   | 3 : 0 | 10 : 0 |       |
| 6. | Слога Радовићи  | 0 : 10 | 0 : 3 | 1 : 5 |       |       | XXX   |        |       |
| 7. | Слога Стари Бар |        | 0 : 1 |       | 2 : 3 |       | 2 : 4 | XXX    |       |
| 8. | Хајдук          |        | 2 : 1 |       |       | 0 : 3 | 1 : 0 | 6 : 2  | XXX   |

## Резултати по колима
| 1. коло, 19—21. 9. 2021. |                   |
| Отрант Олимпик - Орјен   | 1:0               |
| Хајдук - Будва           | 1:2               |
| Слога Радовићи - Обилић  | 0:1               |
| Слога Стари Бар - Ловћен | 0:6 (29. 9. 2021) |

| 2. коло, 26—28. 9. 2021. |     |
| Орјен - Ловћен           | 3:1 |
| Отрант Олимпик - Хајдук  | 6:0 |
| Обилић - Слога Стари Бар | 5:0 |
| Будва - Слога Радовићи   | 4:0 |

| 3. коло, 3—5. 10. 2021.         |      |
| Ловћен - Обилић                 | 1:5  |
| Слога Стари Бар - Будва         | 0:11 |
| Хајдук - Орјен                  | 0:0  |
| Слога Радовићи - Отрант Олимпик | 0:5  |

| 4. коло, 10—11. 10. 2021.        |     |
| Отрант Олимпик - Слога Стари Бар | 3:0 |
| Орјен - Обилић                   | 0:3 |
| Будва - Ловћен                   | 1:1 |
| Хајдук - Слога Радовићи          | 6:1 |

| 5. коло, 17—19. 10. 2021. |     |
| Слога Радовићи - Орјен    | 1:3 |
| Ловћен - Отрант Олимпик   | 1:5 |
| Слога Стари Бар - Хајдук  | 1:5 |
| Обилић - Будва            | 0:1 |

| 6. коло, 24. 10. 2021.           |     |
| Слога Радовићи - Слога Стари Бар | 3:1 |
| Орјен - Будва                    | 0:2 |
| Отрант Олимпик - Обилић          | 0:1 |
| Хајдук - Ловћен                  | 3:1 |

| 7. коло, 31. 10.—2. 11. 2021. |                   |
| Ловћен - Слога Радовићи       | 3:2               |
| Слога Стари Бар - Орјен       | 1:0               |
| Обилић - Хајдук               | 3:1               |
| Будва - Отрант Олимпик        | 0:0 (9. 11. 2021) |

| 8. коло, 5—8. 11. 2021.  |     |
| Будва - Хајдук           | 4:1 |
| Орјен - Отрант Олимпик   | 0:1 |
| Ловћен - Слога Стари Бар | 9:1 |
| Обилић - Слога Радовићи  | 3:0 |

| 9. коло, 13—15. 11. 2021. |     |
| Хајдук - Отрант Олимпик   | 2:1 |
| Слога Стари Бар - Обилић  | 0:7 |
| Ловћен - Орјен            | 3:1 |
| Слога Радовићи - Будва    | 0:4 |

| 10. коло, 21—22. 11. 2021.      |      |
| Орјен - Хајдук                  | 1:2  |
| Отрант Олимпик - Слога Радовићи | 3:0  |
| Будва - Слога Стари Бар         | 10:0 |
| Обилић - Ловћен                 | 4:0  |

| 11. коло, 27—29. 11. 2021.       |     |
| Ловћен - Будва                   | 0:0 |
| Слога Стари Бар - Отрант Олимпик | 0:6 |
| Слога Радовићи - Хајдук          | 2:1 |
| Обилић - Орјен                   | 0:1 |

| 12. коло, 12—13. 12. 2021. |     |
| Отрант Олимпик - Ловћен    | 4:0 |
| Будва - Обилић             | 4:1 |
| Хајдук - Слога Стари Бар   | 3:0 |
| Орјен - Слога Радовићи     | 2:0 |

| 13. коло, 20—21. 3. 2022.        |     |
| Слога Стари Бар - Слога Радовићи | 0:1 |
| Будва - Орјен                    | 4:0 |
| Ловћен - Хајдук                  | 1:1 |
| Обилић - Отрант Олимпик          | 0:4 |

| 14. коло, 26—27. 3. 2022. |     |
| Отрант Олимпик - Будва    | 0:0 |
| Слога Радовићи - Ловћен   | 0:1 |
| Орјен - Слога Стари Бар   | 0:0 |
| Хајдук - Обилић           | 1:6 |

| 15. коло, 3—6. 4. 2022.  |      |
| Хајдук - Слога Стари Бар | 6:2  |
| Слога Радовићи - Будва   | 0:10 |
| Ловћен - Обилић          | 5:3  |
| Орјен - Отрант Олимпик   | 0:5  |

| 16. коло, 10. 4. 2022.           |     |
| Слога Стари Бар - Слога Радовићи | 2:4 |
| Будва - Орјен                    | 3:0 |
| Отрант Олимпик - Ловћен          | 5:1 |
| Обилић - Хајдук                  | 1:0 |

| 17. коло, 17—18. 4. 2022. |     |
| Орјен - Слога Радовићи    | 0:3 |
| Обилић - Слога Стари Бар  | 8:0 |
| Хајдук - Отрант Олимпик   | 0:3 |
| Ловћен - Будва            | 1:4 |

| 18. коло, 30. 4.—2. 5. 2022. |     |
| Слога Стари Бар - Орјен      | 2:3 |
| Отрант Олимпик - Обилић      | 6:0 |
| Будва - Хајдук               | 3:0 |
| Слога Радовићи - Ловћен      | 0:3 |

| 19. коло, 4—5. 5. 2022.          |      |
| Отрант Олимпик - Слога Стари Бар | 10:0 |
| Обилић - Будва                   | 0:3  |
| Хајдук - Слога Радовићи          | 1:0  |
| Ловћен - Орјен                   | 4:2  |

| 20. коло, 8—12. 5. 2022. |     |
| Слога Стари Бар - Ловћен | 0:1 |
| Будва - Отрант Олимпик   | 1:2 |
| Орјен - Хајдук           | 2:1 |
| Слога Радовићи - Обилић  | 1:5 |

| 21. коло, 14—15. 5. 2022.       |     |
| Отрант Олимпик - Слога Радовићи | 3:0 |
| Хајдук - Ловћен                 | 2:1 |
| Обилић - Орјен                  | 2:0 |
| Будва - Слога Стари Бар         | 3:0 |

Легенда:
 Дерби мечеви
- - Службени резултат.

## Детаљни извјештај

### 1. коло
| Отрант Олимпик           | 1:0 | Орјен |
| ------------------------ | --- | ----- |
| Фатмир Молабећировић 51’ |     |       |

| Хајдук                | 1:2 | Будва                                |
| --------------------- | --- | ------------------------------------ |
| Богдан Богдановић 75’ |     | Иван Рацковић 9’ · Иван Рацковић 71’ |

| Слога Радовићи | 0:1 | Обилић              |
| -------------- | --- | ------------------- |
|                |     | Андрија Вујичић 73’ |

| Слога Стари Бар | 0:6 | Ловћен |
| --------------- | --- | --- |
|                 |     | Јован Калуђеровић 17’ · Никола Мудреша 26’ · Видо Петричевић 29’ · Владан Калуђеровић 31’ · Владан Калуђеровић 39’ · Марко Вукотић 70’ |

### 2. коло
| Орјен                                                         | 3:1 | Ловћен                  |
| ------------------------------------------------------------- | --- | ----------------------- |
| Шпиро Вучковић 62’ · Шпиро Вучковић 80’ · Милош Горановић 90’ |     | Стефан Татар 4’ (пенал) |

| Отрант Олимпик | 6:0 | Хајдук |
| --- | --- | ------ |
| Фатмир Молабећировић 12’ · Фатмир Молабећировић 68’ · Арнес Лоловић 70’ · Арнес Лоловић 75’ · Арнес Лоловић 77’ · Аднан Алибегу 84’ |     |        |

| Обилић                                                                                               | 5:0 | Слога Стари Бар |
| --- | --- | --------------- |
| Марко Раичевић 5’ · Никола Гугић 9’ · Марко Раичевић 14’ · Радован Ђуковић 16’ · Андрија Вујичић 21’ |     |                 |

| Будва                                                                             | 4:0 | Слога Радовићи |
| --------------------------------------------------------------------------------- | --- | -------------- |
| Стефан Ђорђевић 27’ · Стефан Ђорђевић 32’ · Ранко Лепетић 60’ · Иван Рацковић 85’ |     |                |

### 3. коло
| Ловћен            | 1:5 | Обилић                                                                                                   |
| ----------------- | --- | --- |
| Никола Мудреша 7’ |     | Андрија Вујичић 20’ · Андрија Вујичић 25’ · Марко Драгаш 39’ · Андрија Вујичић 49’ · Андрија Вујичић 71’ |

| Слога Стари Бар | 0:11 | Будва |
| --------------- | ---- | --- |
|                 |      | Стефан Ђорђевић 29’ · Стефан Ђорђевић 35’ · Стефан Ђорђевић 41’ · Марко Стијеповић 42’ · Стефан Ђорђевић 44’ · Стефан Јаредић 48’ · Борис Жујовић 55’ · Стефан Ђорђевић 60’ · Марко Ђуришић 68’ · Марко Ђуришић 75’ · Стефан Ђорђевић 88’ |

| Хајдук | 0:0 | Орјен |
| ------ | --- | ----- |
|        |     |       |

| Слога Радовићи | 0:5 | Отрант Олимпик                                                                                 |
| -------------- | --- | ---------------------------------------------------------------------------------------------- |
|                |     | Аријан Сениковић 36’ · Милош Вукић 60’ · Арнес Лоловић 61’ · Милош Вукић 73’ · Милош Вукић 88’ |

### 4. коло
| Отрант Олимпик | 3:0 | Слога Стари Бар |
| -------------- | --- | --------------- |
|                |     |                 |

| Орјен | 0:3 | Обилић |
| ----- | --- | ------ |
|       |     |        |

| Будва            | 1:1 | Ловћен             |
| ---------------- | --- | ------------------ |
| Иван Рацковић 7’ |     | Никола Мудреша 67’ |

| Хајдук | 6:1 | Слога Радовићи             |
| --- | --- | -------------------------- |
| Младен Ђукић 3’ · Младен Ђукић 32’ · Алмин Балић 50’ · Богдан Богдановић 64’ · Младен Ђукић 84’ · Никола Трипиновић 86’ |     | Богдан Жујовић 77’ (пенал) |

### 5. коло
| Слога Радовићи           | 1:3 | Орјен                                                                        |
| ------------------------ | --- | ---------------------------------------------------------------------------- |
| Александар Новаковић 50’ |     | Никола Вујновић 29’ · Рајко Ђиловић 30’ (пенал) · Милош Ђурђевић 83’ (пенал) |

| Ловћен            | 1:5 | Отрант Олимпик                                                                                      |
| ----------------- | --- | --------------------------------------------------------------------------------------------------- |
| Марко Вукотић 14’ |     | Нермин Крумић 28’ · Аднан Алибегу 35’ · Арнес Лоловић 40’ · Мехмед Дивановић 48’ · Ћамил Чаушић 64’ |

| Слога Стари Бар   | 1:5 | Хајдук                                                                                                |
| ----------------- | --- | --- |
| Арнел Ђуровић 66’ |     | Богдан Богдановић 6’ · Белмин Меховић 11’ · Младен Ђукић 33’ · Габријел Рудовић 60’ · Алмин Балић 86’ |

| Обилић | 0:1 | Будва                 |
| ------ | --- | --------------------- |
|        |     | Данило Драгићевић 58’ |

### 6. коло
| Слога Радовићи                                                    | 3:1 | Слога Стари Бар     |
| ----------------------------------------------------------------- | --- | ------------------- |
| Богдан Жујовић 53’ (пенал) · Горан Ђапић 88’ · Никола Ђапић 90+2’ |     | Миодраг Пецовић 78’ |

| Орјен | 0:2 | Будва                               |
| ----- | --- | ----------------------------------- |
|       |     | Мило Ћетковић 2’ · Иван Рацковић 8’ |

| Отрант Олимпик | 0:1 | Обилић                   |
| -------------- | --- | ------------------------ |
|                |     | Кристијан Кривокапић 58’ |

| Хајдук                                                            | 3:1 | Ловћен             |
| ----------------------------------------------------------------- | --- | ------------------ |
| Богдан Богдановић 24’ · Марио Барабаш 65’ · Никола Трипиновић 73’ |     | Никола Мудреша 86’ |

### 7. коло
| Ловћен                                                             | 3:2 | Слога Радовићи                                     |
| ------------------------------------------------------------------ | --- | -------------------------------------------------- |
| Стефан Татар 36’ (пенал) · Стеван Вујовић 43’ · Стеван Вујовић 89’ |     | Александар Новаковић 8’ · Александар Новаковић 14’ |

| Слога Стари Бар  | 1:0 | Орјен |
| ---------------- | --- | ----- |
| Ајдин Перазић 6’ |     |       |

| Обилић                                                       | 3:1 | Хајдук                   |
| ------------------------------------------------------------ | --- | ------------------------ |
| Андрија Вујичић 10’ · Марко Драгаш 78’ · Радован Ђуковић 86’ |     | Младен Ђукић 25’ (пенал) |

| Будва | 0:0 | Отрант Олимпик |
| ----- | --- | -------------- |
|       |     |                |

### 8. коло
| Будва                                                                       | 4:1 | Хајдук               |
| --------------------------------------------------------------------------- | --- | -------------------- |
| Мило Ћетковић 37’ · Иван Рацковић 44’ · Богдан Клаћ 46’ · Иван Рацковић 64’ |     | Немања Перуновић 50’ |

| Орјен | 0:1 | Отрант Олимпик    |
| ----- | --- | ----------------- |
|       |     | Еранд Калезић 15’ |

| Ловћен | 9:1 | Слога Стари Бар    |
| --- | --- | ------------------ |
| Владан Ђикановић 6’ · Сава Шоћ 14’ · Стеван Вујовић 27’ · Владан Ђикановић 42’ · Стеван Вујовић 44’ · Стеван Вујовић 64’ · Стефан Татар 70’ · Стеван Вујовић 84’ · Павле Задрима 88’ |     | Мехмед Ђуровић 80’ |

| Обилић                                                         | 3:0 | Слога Радовићи |
| -------------------------------------------------------------- | --- | -------------- |
| Андрија Вујичић 36’ · Андрија Вујичић 60’ · Рејхан Челебић 66’ |     |                |

### 9. коло
| Хајдук                                        | 2:1 | Отрант Олимпик            |
| --------------------------------------------- | --- | ------------------------- |
| Богдан Богдановић 4’ · Ајлан Хајдаровић 90+3’ |     | Аднан Алибегу 82’ (пенал) |

| Слога Стари Бар | 0:7 | Обилић |
| --------------- | --- | --- |
|                 |     | Андрија Вујичић 12’ · Радован Ђуковић 35’ · Радован Ђуковић 39’ · Урош Вујичић 43’ · Радован Ђуковић 51’ · Андрија Вујичић 55’ · Никола Манојловић 82’ |

| Ловћен                                                       | 3:1 | Орјен              |
| ------------------------------------------------------------ | --- | ------------------ |
| Драган Мудреша 33’ · Стеван Вујовић 37’ · Стеван Вујовић 87’ |     | Милош Ђурђевић 17’ |

| Слога Радовићи | 0:4 | Будва                                                                                 |
| -------------- | --- | ------------------------------------------------------------------------------------- |
|                |     | Никола Лијешевић 9’ · Никола Лијешевић 16’ · Марко Ђуришић 19’ · Никола Лијешевић 28’ |

### 10. коло
| Орјен                | 1:2 | Хајдук                           |
| -------------------- | --- | -------------------------------- |
| Драган Ковачевић 12’ |     | Алмин Балић 6’ · Алмин Балић 44’ |

| Отрант Олимпик | 3:0 | Слога Радовићи |
| -------------- | --- | -------------- |
|                |     |                |

| Будва | 10:0 | Слога Стари Бар |
| --- | ---- | --------------- |
| Милош Рацковић 3’ · Никола Лијешевић 16’ · Иван Рацковић 40’ · Милош Рацковић 45’ · Стефан Ђорђевић 60’ · Ајдин Перазић 66’ (аутогол) · Милош Рацковић 76’ · Иван Рацковић 79’ · Милош Рацковић 85’ · Иван Рацковић 89’ |      |                 |

| Обилић                                                                                  | 4:0 | Ловћен |
| --------------------------------------------------------------------------------------- | --- | ------ |
| Стефан Татар 9’ (аутогол) · Марко Драгаш 32’ · Марко Драгаш 55’ · Боривоје Тујковић 88’ |     |        |

### 11. коло
| Ловћен | 0:0 | Будва |
| ------ | --- | ----- |
|        |     |       |

| Слога Стари Бар | 0:6 | Отрант Олимпик |
| --------------- | --- | --- |
|                 |     | Милош Вукић 7’ · Фатмир Молабећировић 23’ · Милош Вукић 30’ · Милош Вукић 41’ · Еранд Калезић 67’ · Милош Вукић 75’ |

| Слога Радовићи                     | 2:1 | Хајдук          |
| ---------------------------------- | --- | --------------- |
| Лука Гривић 65’ · Никола Ђапић 89’ |     | Алмин Балић 28’ |

| Обилић | 0:1 | Орјен                |
| ------ | --- | -------------------- |
|        |     | Ненад Вуксановић 38’ |

### 12. коло
| Отрант Олимпик                                                          | 4:0 | Ловћен |
| ----------------------------------------------------------------------- | --- | ------ |
| Мехмед Дивановић Драган Николић Андрија Глушчевић Радован Барјактаровић |     |        |

| Будва                                                                         | 4:1 | Обилић            |
| ----------------------------------------------------------------------------- | --- | ----------------- |
| Вуко Вицковић 5’ · Иван Рацковић 51’ · Иван Рацковић 59’ · Милош Рацковић 80’ |     | Андреј Вранеш 83’ |

| Хајдук                                                            | 3:0 | Слога Стари Бар |
| ----------------------------------------------------------------- | --- | --------------- |
| Младен Ђукић 1’ · Богдан Богдановић 50’ (пенал) · Алмин Балић 67’ |     |                 |

| Орјен                                       | 2:0 | Слога Радовићи |
| ------------------------------------------- | --- | -------------- |
| Драган Ковачевић 65’ · Ненад Вуксановић 80’ |     |                |

### 13. коло
| Слога Стари Бар | 0:1 | Слога Радовићи     |
| --------------- | --- | ------------------ |
|                 |     | Остоја Булајић 45’ |

| Будва                                                                           | 4:0 | Орјен |
| ------------------------------------------------------------------------------- | --- | ----- |
| Стефан Ђорђевић 52’ · Иван Рацковић 58’ · Иван Рацковић 77’ · Иван Рацковић 89’ |     |       |

| Ловћен             | 1:1 | Хајдук               |
| ------------------ | --- | -------------------- |
| Стеван Вујовић 85’ |     | Немања Перуновић 73’ |

| Обилић | 0:4 | Отрант Олимпик                                                                      |
| ------ | --- | ----------------------------------------------------------------------------------- |
|        |     | Драган Николић 32’ · Драган Николић 34’ · Драган Николић 65’ · Нино Вукмарковић 68’ |

### 14. коло
| Отрант Олимпик | 0:0 | Будва |
| -------------- | --- | ----- |
|                |     |       |

| Слога Радовићи | 0:1 | Ловћен             |
| -------------- | --- | ------------------ |
|                |     | Видо Петричевић 7’ |

| Орјен | 0:0 | Слога Стари Бар |
| ----- | --- | --------------- |
|       |     |                 |

| Хајдук                   | 1:6 | Обилић |
| ------------------------ | --- | --- |
| Младен Ђукић 84’ (пенал) |     | Радован Ђуковић 15’ · Милош Дабовић 28’ · Јован Радовић 51’ · Кристијан Кривокапић 65’ · Јован Радовић 81’ · Милош Дабовић 90’ |

### 15. коло
| Хајдук | 6:2 | Слога Стари Бар                             |
| --- | --- | ------------------------------------------- |
| Алмин Балић 40’ · Никола Трипиновић 42’ · Никола Трипиновић 62’ · Богдан Богдановић 68’ · Алмин Балић 72’ · Мило Новаковић 88’ (аутогол) |     | Мехмед Ђуровић 54’ · Алдијан Бајрамовић 66’ |

| Слога Радовићи | 0:10 | Будва |
| -------------- | ---- | --- |
|                |      | Вуко Вицковић 9’ · Стефан Ђорђевић 14’ · Стефан Ђорђевић 30’ · Стефан Ђорђевић 45’ · Иван Рацковић 53’ · Вуко Вицковић 60’ · Иван Рацковић 77’ · Иван Рацковић 79’ · Иван Рацковић 82’ · Марко Каљевић 84’ |

| Ловћен | 5:3 | Обилић                                                      |
| --- | --- | ----------------------------------------------------------- |
| Стеван Вујовић 40’ (пенал) · Стеван Вујовић 41’ (пенал) · Стеван Вујовић 45’ · Стеван Вујовић 54’ · Стеван Вујовић 6’ |     | Радован Ђуковић 5’ · Јован Радовић 9’ · Радован Ђуковић 81’ |

| Орјен | 0:5 | Отрант Олимпик                                                                                                   |
| ----- | --- | --- |
|       |     | Нино Вукмарковић 28’ · Драган Николић 47’ · Драган Николић 60’ · Фатмир Молабећировић 63’ · Нино Вукмарковић 87’ |

### 16. коло
| Слога Стари Бар                            | 2:4 | Слога Радовићи                                                                 |
| ------------------------------------------ | --- | ------------------------------------------------------------------------------ |
| Мило Мараш 8’ (аутогол) · Иван Луковић 43’ |     | Крсто Мачић 12’ · Никола Спалевић 33’ · Никола Спалевић 90’ · Мило Мараш 90+4’ |

| Будва | 3:0 | Орјен |
| ----- | --- | ----- |
|       |     |       |

| Отрант Олимпик | 5:1 | Ловћен                     |
| --- | --- | -------------------------- |
| Драган Николић 11’ · Драган Николић 58’ · Фатмир Молабећировић 71’ · Фатмир Молабећировић 77’ · Андрија Глушчевић 84’ |     | Стеван Вујовић 64’ (пенал) |

| Обилић            | 1:0 | Хајдук |
| ----------------- | --- | ------ |
| Урош Ковачевић 6’ |     |        |

### 17. коло
| Орјен | 0:3 | Слога Радовићи |
| ----- | --- | -------------- |
|       |     |                |

| Обилић | 8:0 | Слога Стари Бар |
| --- | --- | --------------- |
| Јован Радовић 3’ · Рејхан Челебић 12’ · Урош Вујичић 19’ · Урош Вујичић 50’ · Јован Радовић 54’ · Радован Ђуковић 55’ · Радован Ђуковић 66’ · Милош Вукчевић 78’ |     |                 |

| Хајдук | 0:3 | Отрант Олимпик |
| ------ | --- | -------------- |
|        |     |                |

| Ловћен               | 1:4 | Будва                                                                               |
| -------------------- | --- | ----------------------------------------------------------------------------------- |
| Владан Ђикановић 24’ |     | Никола Пајовић 44’ · Стефан Ђорђевић 59’ · Стефан Морачанин 84’ · Вуко Вицковић 87’ |

### 18. коло
| Слога Стари Бар                             | 2:3 | Орјен                                                             |
| ------------------------------------------- | --- | ----------------------------------------------------------------- |
| Миљан Мартиновић 26’ · Миљан Мартиновић 31’ |     | Ненад Вуксановић 21’ · Драган Ковачевић 25’ · Стефан Дубљевић 74’ |

| Отрант Олимпик | 6:0 | Обилић |
| --- | --- | ------ |
| Андрија Глушчевић 25’ · Драган Николић 29’ · Драган Николић 36’ · Нино Вукмарковић 37’ · Арнес Лоловић 60’ · Енис Љамовић 79’ |     |        |

| Будва                                                                 | 3:0 | Хајдук |
| --------------------------------------------------------------------- | --- | ------ |
| Иван Рацковић 47’ (пенал) · Јован Калуђеровић 75’ · Марко Каљевић 87’ |     |        |

| Слога Радовићи | 0:3 | Ловћен |
| -------------- | --- | ------ |
|                |     |        |

### 19. коло
| Отрант Олимпик | 10:0 | Слога Стари Бар |
| --- | ---- | --------------- |
| Драган Николић 3’ · Радован Бајтактаровић 12’ · Нино Вукмарковић 13’ · Нино Вукмарковић 15’ · Драган Николић 18’ · Един Фицик 47’ · Љеон Душај 49’ · Ћамил Чаушић 58’ · Едмонд Курти 79’ · Ћамил Чаушић 81’ |      |                 |

| Обилић | 0:3 | Будва |
| ------ | --- | ----- |
|        |     |       |

| Хајдук                  | 1:0 | Слога Радовићи |
| ----------------------- | --- | -------------- |
| Алмин Балић 82’ (пенал) |     |                |

| Ловћен                                                                             | 4:2 | Орјен                                       |
| ---------------------------------------------------------------------------------- | --- | ------------------------------------------- |
| Владан Ђикановић 23’ · Владан Ђикановић 34’ · Иван Батрићевић 60’ · Суад Емини 70’ |     | Драган Ковачевић 17’ · Ненад Вуксановић 86’ |

### 20. коло
| Слога Стари Бар | 0:1 | Ловћен             |
| --------------- | --- | ------------------ |
|                 |     | Стеван Вујовић 68’ |

| Будва                       | 1:2 | Отрант Олимпик                            |
| --------------------------- | --- | ----------------------------------------- |
| Милош Радуновић 44’ (пенал) |     | Андрија Глушчевић 26’ · Аднан Алибегу 49’ |

| Орјен                                            | 2:1 | Хајдук              |
| ------------------------------------------------ | --- | ------------------- |
| Драган Ковачевић 41’ · Рајко Ђиловић 75’ (пенал) |     | Ервин Абдијевић 89’ |

| Слога Радовићи     | 1:5 | Обилић                                                                                              |
| ------------------ | --- | --------------------------------------------------------------------------------------------------- |
| Одисеј Фофилос 89’ |     | Никола Гугић 19’ · Драган Мудреша 24’ · Радован Ђуковић 50’ · Драган Мудреша 71’ · Никола Гугић 78’ |

### 21. коло
| Отрант Олимпик | 3:0 | Слога Радовићи |
| -------------- | --- | -------------- |
|                |     |                |

| Хајдук                                      | 2:1 | Ловћен                     |
| ------------------------------------------- | --- | -------------------------- |
| Богдан Богдановић 33’ · Ервин Абдијевић 69’ |     | Стеван Вујовић 43’ (пенал) |

| Обилић                                  | 2:0 | Орјен |
| --------------------------------------- | --- | ----- |
| Јован Радовић 39’ · Радован Ђуковић 65’ |     |       |

| Будва | 3:0 | Слога Стари Бар |
| ----- | --- | --------------- |
|       |     |                 |

## Табела и статистика
| Мјесто | Екипа           | Играно | Побједа | Неријешено | Изгубио | Дао гол. | При. гол. | Гол-разлика | Бодови | Напомене            |
| ------ | --------------- | ------ | ------- | ---------- | ------- | -------- | --------- | ----------- | ------ | ------------------- |
| 1.     | Отрант Олимпик  | 21     | 17      | 2          | 2       | 73       | 6         | +67         | 53     | Бараж за Другу лигу |
| 2.     | Будва           | 21     | 16      | 4          | 1       | 74       | 7         | +67         | 52     |                     |
| 3.     | Обилић          | 21     | 14      | 0          | 7       | 58       | 28        | +30         | 42     |                     |
| 4.     | Ловћен          | 21     | 9       | 3          | 9       | 44       | 46        | -2          | 30     |                     |
| 5.     | Хајдук          | 21     | 9       | 2          | 10      | 37       | 41        | -4          | 29     |                     |
| 6.     | Орјен           | 21     | 6       | 2          | 13      | 18       | 39        | -21         | 18     | (-2)                |
| 7.     | Слога Радовићи  | 21     | 5       | 0          | 16      | 18       | 61        | -43         | 15     |                     |
| 8.     | Слога Стари Бар | 21     | 1       | 1          | 19      | 10       | 104       | -94         | 4      |                     |

- Отрант Олимпик иде у бараж за пласман у Другу лигу;
- Орјен - 2 бода

| Првак Треће лиге Црне Горе — Југ |
| -------------------------------- |
| Отрант Олимпик 3. Титула         |

### Позиције на табели по колима
|    | Екипа           | 1 | 2 | 3 | 4 | 5 | 6 | 7 | 8 | 9 | 10 | 11 | 12 | 13 | 14 | 15 | 16 | 17 | 18 | 19 | 20 | 21 |
| -- | --------------- | - | - | - | - | - | - | - | - | - | -- | -- | -- | -- | -- | -- | -- | -- | -- | -- | -- | -- |
| 1. | Будва           | 1 | 3 | 1 | 3 | 2 | 1 | 2 | 2 | 2 | 2  | 1  | 1  | 1  | 1  | 1  | 1  | 1  | 1  | 1  | 2  | 2  |
| 2. | Ловћен          | 7 | 5 | 6 | 4 | 6 | 6 | 6 | 5 | 5 | 5  | 5  | 5  | 5  | 5  | 5  | 5  | 5  | 4  | 4  | 4  | 4  |
| 3. | Обилић          | 2 | 2 | 3 | 2 | 3 | 3 | 1 | 1 | 1 | 1  | 2  | 3  | 3  | 3  | 3  | 3  | 3  | 3  | 3  | 3  | 3  |
| 4. | Орјен           | 4 | 4 | 4 | 4 | 4 | 5 | 5 | 6 | 6 | 6  | 6  | 6  | 6  | 6  | 6  | 6  | 7  | 6  | 6  | 6  | 6  |
| 5. | Отрант Олимпик  | 3 | 1 | 2 | 1 | 1 | 2 | 3 | 3 | 3 | 3  | 3  | 2  | 2  | 2  | 2  | 2  | 2  | 2  | 2  | 1  | 1  |
| 6. | Слога Радовићи  | 5 | 6 | 7 | 7 | 7 | 7 | 7 | 7 | 7 | 7  | 7  | 7  | 7  | 7  | 7  | 7  | 6  | 7  | 7  | 7  | 7  |
| 7. | Слога Стари Бар | 8 | 8 | 8 | 8 | 8 | 8 | 8 | 8 | 8 | 8  | 8  | 8  | 8  | 8  | 8  | 8  | 8  | 8  | 8  | 8  | 8  |
| 8. | Хајдук          | 6 | 6 | 6 | 6 | 5 | 4 | 4 | 4 | 4 | 4  | 4  | 4  | 4  | 4  | 4  | 4  | 4  | 5  | 5  | 5  | 5  |

### Домаћин — гост табела
| М  | Клуб            | Одиг. као домаћин | Поб. | Нер. | Пор. | ГД | ГП | ГР  | Бод. | Одиг. као гост | Поб. | Нер. | Пор. | ГД | ГП | ГР  | Бод. |
| -- | --------------- | ----------------- | ---- | ---- | ---- | -- | -- | --- | ---- | -------------- | ---- | ---- | ---- | -- | -- | --- | ---- |
| 1. | Отрант Олимпик  | 11                | 9    | 1    | 1    | 41 | 2  | +39 | 28   | 10             | 8    | 1    | 1    | 32 | 4  | +28 | 25   |
| 2. | Будва           | 11                | 8    | 2    | 1    | 37 | 5  | +32 | 26   | 10             | 8    | 2    | 0    | 37 | 2  | +35 | 26   |
| 3. | Обилић          | 11                | 7    | 0    | 4    | 26 | 10 | +16 | 21   | 10             | 7    | 0    | 3    | 32 | 18 | +14 | 21   |
| 4. | Ловћен          | 10                | 5    | 2    | 3    | 30 | 24 | +6  | 17   | 11             | 4    | 1    | 6    | 14 | 22 | -8  | 13   |
| 5. | Хајдук          | 11                | 7    | 1    | 3    | 25 | 16 | +9  | 22   | 10             | 2    | 1    | 7    | 12 | 25 | -13 | 18   |
| 6. | Орјен (-2)      | 10                | 3    | 1    | 6    | 8  | 18 | -10 | 10   | 11             | 3    | 1    | 7    | 10 | 21 | -11 | 10   |
| 7. | Слога Радовићи  | 10                | 2    | 0    | 8    | 7  | 34 | -27 | 6    | 11             | 3    | 0    | 8    | 11 | 27 | -16 | 9    |
| 8. | Слога Стари Бар | 10                | 1    | 0    | 9    | 6  | 44 | -38 | 3    | 11             | 0    | 1    | 11   | 4  | 60 | -57 | 1    |

## Листа стријелаца
| Позиција | Држава    | Играч                 | Екипа           | Број голова | Голови из пенала |
| -------- | --------- | --------------------- | --------------- | ----------- | ---------------- |
| 1        | Црна Гора | Иван Рацковић         | Будва           | 20          | 1                |
| 2        | Црна Гора | Стеван Вујовић        | Ловћен          | 17          | 4                |
| 3        | Црна Гора | Стефан Ђорђевић       | Будва           | 13          | 0                |
| 4        | Црна Гора | Радован Ђуковић       | Обилић          | 12          | 0                |
| 4        | Црна Гора | Драган Николић        | Отрант Олимпик  | 12          | 0                |
| 6        | Црна Гора | Андрија Вујичић       | Обилић          | 11          | 0                |
| 7        | Црна Гора | Алмин Балић           | Хајдук          | 9           | 1                |
| 8        | Црна Гора | Богдан Богдановић     | Хајдук          | 8           | 1                |
| 9        | Црна Гора | Фатмир Молабећировић  | Отрант Олимпик  | 7           | 0                |
| 9        | Црна Гора | Милош Вукић           | Отрант Олимпик  | 7           | 0                |
| 9        | Црна Гора | Младен Ђукић          | Хајдук          | 7           | 2                |
| 12       | Црна Гора | Арнес Лоловић         | Отрант Олимпик  | 6           | 0                |
| 12       | Црна Гора | Нино Вукмарковић      | Отрант Олимпик  | 6           | 0                |
| 12       | Црна Гора | Јован Радовић         | Обилић          | 6           | 1                |
| 16       | Црна Гора | Владан Ђикановић      | Ловћен          | 5           | 0                |
| 16       | Црна Гора | Драган Ковачевић      | Орјен           | 5           | 0                |
| 16       | Црна Гора | Милош Рацковић        | Будва           | 5           | 0                |
| 19       | Црна Гора | Аднан Алибегу         | Отрант Олимпик  | 4           | 1                |
| 19       | Црна Гора | Никола Мудреша        | Ловћен          | 4           | 0                |
| 19       | Црна Гора | Марко Драгаш          | Обилић          | 4           | 0                |
| 19       | Црна Гора | Никола Трипиновић     | Хајдук          | 4           | 0                |
| 19       | Црна Гора | Никола Лијешевић      | Будва           | 4           | 0                |
| 19       | Црна Гора | Ненад Вуксановић      | Орјен           | 4           | 0                |
| 19       | Црна Гора | Андрија Глушчевић     | Отрант Олимпик  | 4           | 0                |
| 19       | Црна Гора | Вуко Вицковић         | Будва           | 4           | 0                |
| 26       | Црна Гора | Марко Ђуришић         | Будва           | 3           | 0                |
| 26       | Црна Гора | Никола Гугић          | Обилић          | 3           | 0                |
| 26       | Црна Гора | Александар Новаковић  | Слога Радовићи  | 3           | 0                |
| 26       | Црна Гора | Ћамил Чаушић          | Отрант Олимпик  | 3           | 0                |
| 26       | Црна Гора | Урош Вујичић          | Обилић          | 3           | 0                |
| 26       | Црна Гора | Стефан Татар          | Ловћен          | 3           | 2                |
| 32       | Црна Гора | Видо Петричевић       | Ловћен          | 2           | 0                |
| 32       | Црна Гора | Владан Калуђеровић    | Ловћен          | 2           | 0                |
| 32       | Црна Гора | Марко Вукотић         | Ловћен          | 2           | 0                |
| 32       | Црна Гора | Шпиро Вучковић        | Орјен           | 2           | 0                |
| 32       | Црна Гора | Богдан Жујовић        | Слога Радовићи  | 2           | 0                |
| 32       | Црна Гора | Марко Раичевић        | Обилић          | 2           | 0                |
| 32       | Црна Гора | Милош Ђурђевић        | Орјен           | 2           | 0                |
| 32       | Црна Гора | Рајко Ђиловић         | Орјен           | 2           | 0                |
| 32       | Црна Гора | Мехмед Дивановић      | Отрант Олимпик  | 2           | 0                |
| 32       | Црна Гора | Горан Ђапић           | Слога Радовићи  | 2           | 0                |
| 32       | Црна Гора | Кристијан Кривокапић  | Обилић          | 2           | 0                |
| 32       | Црна Гора | Мило Ћетковић         | Будва           | 2           | 0                |
| 32       | Црна Гора | Немања Перуновић      | Хајдук          | 2           | 0                |
| 32       | Црна Гора | Еранд Калезић         | Отрант Олимпик  | 2           | 0                |
| 32       | Црна Гора | Мехмед Ђуровић        | Слога Стари Бар | 2           | 0                |
| 32       | Црна Гора | Рејхан Челебић        | Обилић          | 2           | 0                |
| 32       | Црна Гора | Милош Дабовић         | Обилић          | 2           | 0                |
| 32       | Црна Гора | Радован Бајрактаровић | Отрант Олимпик  | 2           | 0                |
| 32       | Црна Гора | Марко Каљевић         | Будва           | 2           | 0                |
| 32       | Црна Гора | Никола Спалевић       | Слога Радовићи  | 2           | 0                |
| 32       | Црна Гора | Миљан Мартиновић      | Слога Стари Бар | 2           | 0                |
| 32       | Црна Гора | Ервин Абдијевић       | Хајдук          | 2           | 0                |
| 32       | Црна Гора | Драган Мудреша        | Обилић          | 2           | 0                |
| 55       | Црна Гора | Јован Калуђеровић     | Ловћен          | 1           | 0                |
| 55       | Црна Гора | Милош Горановић       | Орјен           | 1           | 0                |
| 55       | Црна Гора | Ранко Лепетић         | Будва           | 1           | 0                |
| 55       | Црна Гора | Марко Стијеповић      | Будва           | 1           | 0                |
| 55       | Црна Гора | Стефан Деретић        | Будва           | 1           | 0                |
| 55       | Црна Гора | Борис Жујовић         | Будва           | 1           | 0                |
| 55       | Црна Гора | Аријан Сениковић      | Отрант Олимпик  | 1           | 0                |
| 55       | Црна Гора | Никола Вујновић       | Орјен           | 1           | 0                |
| 55       | Црна Гора | Нермин Крумић         | Отрант Олимпик  | 1           | 0                |
| 55       | Црна Гора | Арнел Ђуровић         | Слога Стари Бар | 1           | 0                |
| 55       | Црна Гора | Белмин Меховић        | Хајдук          | 1           | 0                |
| 55       | Црна Гора | Габријел Рудовић      | Хајдук          | 1           | 0                |
| 55       | Црна Гора | Данило Драгићевић     | Будва           | 1           | 0                |
| 55       | Црна Гора | Миодраг Пецовић       | Слога Стари Бар | 1           | 0                |
| 55       | Црна Гора | Марио Барабаш         | Хајдук          | 1           | 0                |
| 55       | Црна Гора | Ајдин Перазић         | Слога Стари Бар | 1           | 0                |
| 55       | Црна Гора | Богдан Клаћ           | Будва           | 1           | 0                |
| 55       | Црна Гора | Сава Шоћ              | Ловћен          | 1           | 0                |
| 55       | Црна Гора | Павле Задрима         | Ловћен          | 1           | 0                |
| 55       | Црна Гора | Ајлан Хајдаровић      | Хајдук          | 1           | 0                |
| 55       | Црна Гора | Никола Манојловић     | Обилић          | 1           | 0                |
| 55       | Црна Гора | Боривоје Тујковић     | Обилић          | 1           | 0                |
| 55       | Црна Гора | Лука Гривић           | Слога Радовићи  | 1           | 0                |
| 55       | Црна Гора | Никола Ђапић          | Слога Радовићи  | 1           | 0                |
| 55       | Црна Гора | Андреј Вранеш         | Обилић          | 1           | 0                |
| 55       | Црна Гора | Остоја Булајић        | Слога Радовићи  | 1           | 0                |
| 55       | Црна Гора | Алдијан Бајрамовић    | Слога Стари Бар | 1           | 0                |
| 55       | Црна Гора | Иван Луковић          | Слога Стари Бар | 1           | 0                |
| 55       | Црна Гора | Крсто Мачић           | Слога Радовићи  | 1           | 0                |
| 55       | Црна Гора | Мило Мараш            | Слога Радовићи  | 1           | 0                |
| 55       | Црна Гора | Урош Ковачевић        | Обилић          | 1           | 0                |
| 55       | Црна Гора | Милош Вукчевић        | Обилић          | 1           | 0                |
| 55       | Црна Гора | Никола Пајовић        | Будва           | 1           | 0                |
| 55       | Црна Гора | Стефан Морачанин      | Будва           | 1           | 0                |
| 55       | Црна Гора | Стефан Дубљевић       | Орјен           | 1           | 0                |
| 55       | Црна Гора | Енис Љумовић          | Отрант Олимпик  | 1           | 0                |
| 55       | Црна Гора | Јован Калуђеровић     | Будва           | 1           | 0                |
| 55       | Црна Гора | Едмонд Курти          | Отрант Олимпик  | 1           | 0                |
| 55       | Црна Гора | Љеон Душај            | Отрант Олимпик  | 1           | 0                |
| 55       | Црна Гора | Един Фицик            | Отрант Олимпик  | 1           | 0                |
| 55       | Црна Гора | Иван Батрићевић       | Ловћен          | 1           | 0                |
| 55       | Црна Гора | Суад Емини            | Ловћен          | 1           | 0                |
| 55       | Црна Гора | Милош Радуновић       | Будва           | 1           | 0                |
| 55       | Црна Гора | Одисеј Фофилос        | Слога Радовићи  | 1           | 0                |